# Interferència entre símbols
En telecomunicacions, el terme interferència entre símbols (en anglès intersymbol interference, ISI) té els següents significats:
En telecomunicació, la interferència entre símbols (ISI) és una forma de distorsió d'un senyal en el qual un símbol interfereix amb símbols posteriors. És un fenomen no desitjat ja que els símbols anteriors té un efecte similar al del soroll, cosa que fa que la comunicació sigui menys fiable. L'extensió / propagació del pols més enllà de l'interval de temps assignat fa que interfereixi amb els polsos / ritmes veïns. ISI és normalment causada per la propagació per trajectes múltiples o resposta de freqüència lineal o no lineal inherent d'un canal que fa que els símbols successius es "desenfoquen" junts.
La presència d'ISI en el sistema comporta a errors en el dispositiu de decisió a la sortida del receptor. Per tant, en el disseny dels filtres de transmissió i recepció, l'objecte és minimitzar els efectes de l'ISI, i així enviar les dades digitals al seu destí amb la menor taxa d'error possible.
Les formes d'alleujar la interferència entre símbols inclouen equalització adaptativa i codis de correcció d'errors.
1. En un sistema de transmissió digital, la distorsió del senyal rebut es manifesta mitjançant eixamplaments temporals, i el conseqüent solapament, d'impulsos individuals fins al punt que el receptor pot no distingir correctament entre canvis d'estat, per exemple entre elements individuals del senyal. A partir d'un cert llindar, la ISI pot comprometre la integritat de les dades rebudes. La ISI pot ser mesurada mitjançant el diagrama d'ulls.
2. Energia procedent del senyal en un o més intervals de modulació que interfereixen amb la recepció del senyal en un altre interval de modulació.
3. La distorsió causada per l'energia del senyal en un o més intervals, que interfereix amb la recepció del senyal en un altre interval de modulació.
Existeixen diverses tècniques en telecomunicacions i emmagatzematge de dades que intenten solucionar el problema de la interferència entre símbols.
- Algunes tècniques intenten reduir la interferència entre símbols consecutius, com el Gaussian minimum shift keying i altres variants de PSK.
- Altres tècniques designen símbols que són més resistents a les interferències entre símbols. Baixant la taxa de símbol (bauds), i mantenint la taxa de bit constant (codificant més símbols per bit), es redueix la ISI. Pot ser que el cas extrem sigui el dels sistemes OFDM, en els quals es redueix la taxa de símbol a un per segon o menys.
- Altres tècniques intenten compensar la ISI.